# Lappvesi härad
Lappvesi härad var ett härad i Viborgs län, därefter i Kymmene län.
Ytan (landsareal) var 3595,7 km² 1910; häradet hade 31 december 1908 58.976 invånare med en befolkningstäthet av 16,4 inv/km².

## Landskommuner
De ingående landskommunerna var 1910 som följer:
- Klemis, finska: Lemi
- Lappvesi, finska: Lappee
- Luumäki
- Savitaipale
- Suomenniemi
- Taipalsaari
- Valkeala

Kouvola köping bröts ur Valkeala kommun 1922, och Lauritsala köping ur Lappvesi kommun 1932. Efter fortsättningskriget överfördes den del av Nuijamaa som var kvar i Finland från Viborgs härad till Lappvesi härad. Kouvola och Valkeala överfördes till det nybildade Kouvola härad 1949. Lauritsala och Lappvesi införlivades i Villmanstrand 1967.